# 2005 en jeu
Chronologie du jeu
- 2001
- 2002
- 2003
- 2004
- 2005
- 2006
- 2007
- 2008
- 2009

Cet article présente les faits marquants de l'année 2005 concernant le jeu.

## Évènements

### Compétitions
- 22 juillet : le Français Antonin Michel remporte le championnat du monde de Scrabble francophone en Suisse.
- 31 juillet : le Norvégien Frank Johansen remporte le XVe championnat du monde de Diplomatie à Washington devant les Américains Tom Kobrin et Edi Birsan.
- 16 octobre : le Bulgare Veselin Topalov remporte le championnat du monde « FIDE » d’échecs à San Luis.
- 30 octobre : le Français Druk Dzongkha remporte le XXIe Championnat de France de Diplomatie à Paris devant son compatriote William Attia et le Belge Pierre Marlet[1].
- Octobre : le Tchèque Jiří Buchta remporte le IVe championnat du monde des Colons de Catane à Essen.
- 12 novembre : le Japonais Hideshi Tamenori remporte le XXIXe championnat du monde d’Othello à Reykjavik.
- Novembre : le Canadien Adam Logan remporte le championnat du monde de Scrabble anglophone.
- 27 novembre : l’Espagnol Enric Hernández remporte le championnat du monde de Scrabble hispanophone.

## Sorties
- Cash'n Guns de Ludovic Maublanc, Repos Production
- Caylus de William Attia, Ystari Games
- Les Chevaliers de la Table Ronde de Bruno Cathala et Serge Laget, Days of Wonder
- Dogs in the Vineyard (en), D. Vincent Baker (en), Lumpley Games (en)
- Jeu d'aventures de Lanfeust et du monde de Troy, jeu de rôle inspiré de Lanfeust de Troy, éditions Soleil
- Spycraft 2.0 d’Alex Flagg, Scott Gearin et Patrick Kapera, Alderac Entertainment Group/Crafty Games

## Récompenses
| Récompense                              | Jeu                     | Auteur(s)            | Éditeur(s)        |
| --------------------------------------- | ----------------------- | -------------------- | ----------------- |
| As d'or Jeu de l'année                  | Les Aventuriers du rail | Alan R. Moon         | Days of Wonder    |
| Chapeau d'or                            | Polygone                | Fabien Vandenbussche | Facabo            |
| Deutscher Spiele Preis                  | Louis XIV               | Rüdiger Dorn         | Alea              |
| Games Magazine Awards                   | BuyWord                 | Sid Sackson          | Face 2 Face Games |
| Kinderspiel des Jahres                  | Das kleine Gespenst     | Kai Haferkamp        | Kosmos            |
| Sceau d'excellence Option consommateurs | Maka Bana               | François Haffner     | Tilsit            |
| Spiel der Spiele                        | TransEuropa             | Franz-Benno Delonge  | Winning Moves     |
| Spiel des Jahres                        | Niagara                 | Thomas Liesching     | Zoch/Gigamic      |
| Prix du public du jeu de Saint-Herblain | Saboteur                | Frédéric Moyersoen   | Amigo/Gigamic     |